# Nikola Spasov
Nikola Spasov (en búlgaro: Никола Спасов; Sofía, 15 de diciembre de 1958 - Montana, 23 de noviembre de 2020) fue un futbolista y entrenador profesional búlgaro.

## Carrera de juego
Nacido en Sofía, Spasov jugó en el PFC Lokomotiv Sofia, FC Dunav Ruse, PFC Cherno More Varna y PFC Spartak Varna en su país. Con el primer club, ganó la Liga Búlgara en su primera temporada profesional.
Spasov se mudó a Portugal en diciembre de 1986 y permaneció en la nación durante los siguientes siete años, representando a cinco equipos. En la campaña 1989-1990 anotó 34 goles, la mejor marca de su carrera, con el FC Paços de Ferreira, que sin embargo no logró ascenderlos desde la segunda división; en la máxima categoría jugó con SC Farense, SC Beira-Mar y Paços.
En junio de 1994, después de una temporada en su tierra natal con el ex equipo Cherno More, Spasov se retiró del fútbol con casi 36 años.

## Carrera de entrenador
Spasov comenzó a dirigir en Portugal y España, en ambos países a nivel amateur. En 2003, fue nombrado en el PFC Marek Dupnitsa de su país, y pasó a la República de Macedonia y al FK Bregalnica Štip la temporada siguiente.
Desde 2006 y durante cuatro años, Spasov trabajó con el ex club Cherno More, como asistente, entrenador en jefe y ojeador. En 2011 regresó a Bregalnica.
El 3 de enero de 2018 fue anunciado como el nuevo entrenador del equipo Kyzylzhar de la Premier League de Kazajistán. Spasov ha dirigido Tsarsko Selo en dos ocasiones: durante 2016/2017 y entre junio de 2018 y abril de 2020.

## Honores

### Jugador
Lokomotiv Sofia
- Liga búlgara: 1977-1978.

### Entrenador
Cherno More
- Copa de Bulgaria : 2014-15.
- Supercopa de Bulgaria : 2015.

Tsarsko Selo
- Segunda liga búlgara: 2018-19.

## Vida personal
El hermano menor de Spasov, Yulian (nacido en 1963), también fue futbolista. Mediocampista, también representó al Spartak y Cherno More Varna, y también pasó varios años como profesional en Portugal (nueve temporadas, ocho de ellas con Paços de Ferreira).
Falleció el 23 de noviembre de 2020 a los 71 años por complicaciones del COVID-19.